# Simulium pattoni
Simulium pattoni är en tvåvingeart som beskrevs av Senior-white 1922. Simulium pattoni ingår i släktet Simulium och familjen knott. Inga underarter finns listade i Catalogue of Life.